# Marsac (Charente)
Marsac es una comuna francesa situada en el departamento de Charente, en la región de Nueva Aquitania.

## Demografía
| 515 | 505 | 484 | 600 | 708 | 720 | 815 |
| Para los censos de 1962 a 1999 la población legal corresponde a la población sin duplicidades (Fuente: INSEE [Consultar]) |     |     |     |     |     |     |